# 澧州文庙
澧州文庙，又称澧县文庙，原名澧州学宫，位于湖南省澧县县城西区的澧阳镇古城西路，始建于宋朝，明初迁建于现址，现存建筑系1841年（道光二十一年）至1844年(道光二十四年)重建，2007年澧县文庙经过大的修缮。
1959年公布为湖南省重点文物保护单位；2013年列入第七批全国重点文物保护单位

## 建筑布局
澧州文庙坐北朝南，中轴线上由南往北排列有头门、状元桥、棂星门、大门、大成殿、崇圣祠等建筑，西厢房、钟鼓二楼、碑廊和外廊等以对称格局配置于两侧，外围红色围墙。
文庙占地面积8000多平方米，建筑面积2000多平方米，为湘西北地区规模最大的古建筑群。

## 链接
- 澧州文庙[永久]
- 澧州文庙[永久]

## 脚注
1. ↑   澧县文物局 >> 文物保护单位 >> 澧州文庙[永久]